# تیساروف
تیساروف (به مجاری:  Tiszaroff) یک منطقهٔ مسکونی در مجارستان است که در ناحیه کون‌هدیش واقع شده‌است. تیساروف ۵۲٫۴۹ کیلومتر مربع مساحت و ۱٬۶۲۴ نفر جمعیت دارد و ۸۶ متر بالاتر از سطح دریا واقع شده‌است.